# Miles Dempsey
Miles Christopher Dempsey (15 de diciembre de 1896-5 de junio de 1969) fue un alto oficial del ejército británico que sirvió en ambas guerras mundiales. Como oficial subalterno, luchó en Francia durante la Primera Guerra Mundial, donde fue herido, y sirvió durante el difícil periodo de entreguerras, viajando por todo el mundo.
Durante la Segunda Guerra Mundial tuvo una estrecha relación con Bernard Montgomery, y comandó la 13.a Brigada en Francia, en 1940. Pasó los dos años siguientes entrenando tropas en Inglaterra, antes de comandar el XIII Batallón para las invasiones de Sicilia e Italia en 1943. Más tarde comandó el Segundo Ejército durante la batalla de Normandía y tuvo avances rápidos en la subsecuente campaña en el norte de Francia y Bélgica, y fue el primer comandante del Ejército Británico en cruzar el río Rhin.

## Primeros años y carrera profesional
Miles Christopher Dempsey nació en Wallasey, Cheshire el 15 de diciembre de 1896. Tercer hijo de Arthur Francis y Margaret Maud Dempsey, asistió al Real Colegio Militar de Sandhurst, durante la Primera Guerra Mundial.
Con tan solo 17 años, se ofreció como voluntario con el Ejército Británico después de graduarse del colegio militar en febrero de 1915, seis meses después del estallido de la guerra. Fue nombrado segundo teniente con el Real Regimiento de Berkshire. Promovido a teniente en agosto de 1915, sirvió en el frente Occidental con el 1.er Batallón de junio de 1916 en adelante. El batallón era una unidad del ejército regular que, como parte de la 6.ª Brigada y de la 2.ª División (aunque al momento de la llegada de Dempsey, el batallón había sido transferido a la 99.ª Brigada de la misma división), había sido una de las primeras unidades de la Fuerza Expedicionaria Británica (BEF) que fue enviada al extranjero y estaba estacionada en alojamientos lejos de las trincheras en el sector de Béthune.
A finales de julio de 1916, vio acción como comandante de pelotón en la Compañía 'D' durante la batalla del bosque de Delville, que fue parte de la ofensiva más grande de Somme. Aunque el batallón tuvo un papel exitoso, sufrieron muchas bajas, incluidos 8 oficiales, fue relevado en el frente y vio pocos combates adicionales durante el resto del año. Fue promovido a capitán interino y asumió el mando de la Compañía 'D', y más tarde de la Compañía 'B'. En noviembre, el batallón formó parte en un asalto a la trinchera de Múnich, cerca del río Serre. Al igual que en el bosque de Delville a principios de ese año, el asalto fue exitoso pero con muchas bajas, aunque Dempsey nuevamente resultó ileso y pronto regresó a Inglaterra. En febrero de 1917 se convirtió en asistente de batallón.
Luego de los ataques cerca de Miraumont y luego de Oppy, el batallón, muy debilitado, permaneció en un sector del frente durante la mayor parte del año, y se fusionó temporalmente con el 23er. Batallón de Fusileros Reales. Dempsey pronto fue designado como oficial de estado mayor del Cuartel General del II Cuerpo, antes de regresar a los 1.os Royal Berkshires, esta vez al mando de la Compañía 'A'. A finales de noviembre el batallón atacó el bosque de Bourlon como parte de la batalla de Cambrai. El 12 de marzo de 1918, mientras los alemanes se preparaban para lanzar la ofensiva de Primavera, lanzaron un bombardeo pesado de gas mostaza sobre el batallón de Dempsey, que ahora se encontraba en La Vacquerie con Dempsey al mando de la compañía 'D'. Él, junto con 10 oficiales y 250 hombres de diversos rangos, fue herido y evacuado a Inglaterra, donde le extirparon un pulmón. De regreso al batallón en julio, donde, con el rumbo de la guerra cambiando, los 1.os Royal Berkshires participaron el la ofensiva de los Cien Días hasta el final de la guerra el 11 de noviembre de 1918; para ese entonces el batallón estaba en Escarmain. Dempsey fue condecorado con la Cruz Militar, en junio de 1919.

## Periodo de entreguerras
Dempsey regresó a Inglaterra con los 1.os Royal Berkshires después de servir en la ocupación aliada de Renania, y después, con su batallón, fue enviado en 1919 a Irak. Al siguiente año fue enviado a Persia, donde su batallón formó parte de la Fuerza Septentrional Persa. A finales de 1921, su batallón se movió a Bareilly, India, donde Dempsey comandó la compañía 'C'.